# ノイジーロボ
『ノイジーロボ』は、1994年2月にSANKYOが発売した、パチンコ機のシリーズ名。
『ノイジーロボ』と『ノイジーロボⅡ』の2機種があり、センター役物にロボットが配置されている。

## 概要
貯留型の羽根モノタイプ。ラウンド振り分けがない、初期の羽根モノのスタイルを継承した機種。始動チャッカー入賞によって羽根開閉、役物内に入賞した玉はそのタイミングやロボットの腕の動きによって様々な動きを見せる。
大当たりになると、ロボットの肩から伸びるアームが開閉するようになる。アームがちょうど開いているときに役物内に飛び込んだ玉は、足もとへと誘導される。タイミングが合わないと、アームが閉じている時に拾われてしまい、玉は貯留されることなくハズレ穴に直行してしまうことがあった。タイミングよく玉を役物内に拾わせないとパンクの危険性があった。

## スペック
- ノイジーロボⅠ
  - 賞球数 ALL10
  - 大当たり最高継続 10R
  - 最大貯留 1個（3カウント）
- ノイジーロボⅡ
  - 賞球数 ALL13
  - 大当たり最高継続 8R
  - 最大貯留 1個（10カウント）

## 演出
通常時の羽根開閉時間は、1チャッカーに入賞すると0.5秒、2チャッカーの場合は0.5秒と0.7秒の開閉を1回ずつ行う。
役物内のロボットのアームが左右に大きく開くことで玉を中央に集めることができる。足の間にあるストッパーは、ロボアームの作動によって集められた玉を貯留するためのもので、貯留は1個のみである。アームが作動するのは3カウント（Ⅰのみ）か羽根7回開閉後に開く。貯留は10カウントか羽根開閉18回後に解除となる。